# Las Lajitas, Querétaro Arteaga
Las Lajitas är en ort i Mexiko.   Den ligger i kommunen El Marqués och delstaten Querétaro Arteaga, i den centrala delen av landet, 200 km nordväst om huvudstaden Mexico City. Las Lajitas ligger 2 075 meter över havet och antalet invånare är 1 020.
Terrängen runt Las Lajitas är kuperad åt nordost, men åt sydväst är den platt. Runt Las Lajitas är det ganska tätbefolkat, med 120 invånare per kvadratkilometer. Närmaste större samhälle är Santa Rosa Jauregui, 8,5 km sydväst om Las Lajitas. Trakten runt Las Lajitas består i huvudsak av gräsmarker.